# 국민당 (폴란드)
국민당 (SM, 폴란드어: Stronnictwo Narodowe 스트로니츠트보 나로도베[*])은 폴란드의 정당이며, 대중국민연합에서 개편된 1928년부터 1947년까지 존재하였다. 국민당은 사나치아 정권 중 큰 반정부 세력으로 불리며, 제2차 세계 대전 직전 당원 수는 무려 20만명 정도이며 우익야당 중에서 국민운동 계열의 대부분이 모이게 된다. 1930년대 국민당은 "기성 세력"과 "신흥 세력"으로 나뉘는데, 기성 세력은 경쟁적인 의회 정치를 지지하였고, 신흥 세력은 내외 정치 결집을 지지하였다. 그 중 신흥 활동가들은 1935년 국민당의 당권을 장악한 적도 있다. 그러나 1934년 얀 모스도르프를 포함한 일부 신흥 세력들이 탈당하여 국민급진기지를 결성하였고, 제2차 세계 대전 기간 동안 인민당계 활동가들이 대부분 독일에 저항하는 국민군, 국민군사기구로 이동하였다. 이후 1947년 폴란드 당국에 의해 해산되었다.

## 이념
국민당은 폴란드를 가톨릭 폴란드국으로 건설하는 것을 목표로 국민당은 내셔널리즘과 가톨릭의 원리를 결합하여 국가 내에서 폴란드의 민족 엘리트 역할을 증대시킴으로써 사회의 계층적 조직과 정치 체제의 변혁을 주장하였다. 반(反)사나치아를 이념으로 삼고 있으며 이는 국민당이 사나치아 정권에 반대하는 수많은 시위와 행진을 주도하였다. 그 중 비엘코폴스카, 바르샤바, 리비우, 윌노가 국민당의 정치적 텃밭이었다. 유명한 기성 대표로는 스트라스와프 스트로스키, 마리안 자이다 등이 있다.

## 제2차 세계 대전 이후
폴란드 인민공화국이 수립된 1947년, 폴란드 당국은 이를 불법화시켰고 대부분 망명하여 런던에서 활동하였다. 공산주의의 붕괴 직후 재창당하였고, 대부분은 폴란드 가족연합당에 소속되었다. 이후 2001년 해체하였다.